# ادمون دبومارشه

پلاک افتخار ادمون دبومارشه

ادمون دبومارشه (فرانسوی: Edmond Debeaumarché‎) (زادهٔ ۱۵ دسامبر ۱۹۰۶ در دیژون - درگذشتهٔ ۲۸ مارس ۱۹۵۹ در سورِزن) کارگر ادارهٔ پست در فرانسه بود که بعداً در خلال جنگ جهانی دوم به مقاومت فرانسه پیوست. او در راه مبارزات خود، مدال‌های متعددی مانند نشان لژیون دونور (Légion d'honneur) (در ۱۹۵۷) را کسب کرد. ادمون دبومارشه مدتی را در اردوگاه کار اجباری برگن ـ بلزن و اردوگاه مرگ بوخن‌والد سپری کرد.